# Copa d'Europa d'hoquei sobre herba masculina 2007
Resultats de la Copa d'Europa d'hoquei herba masculina de l'any 2007.
La competició es disputà a la ciutat neerlandesa de Bloemendaal entre el 25 de maig i el 28 de maig de l'any 2007.

## Grup A
Resultats:
- Crefelder HTC 2 - Kelburne HC 1
- KS Pocztowiec Poznań 5 - Reading HC 3
- KS Pocztowiec Poznan 2 - Kelburne HC 6
- Crefelder HTC 1 - Reading HC 1
- Crefelder HTC 6 - KS Pocztowiec Poznan 2
- Reading HC 2 - Kelburne HC 1

Classificació:
| Club                 | PJ | PG | PE | PP | GF | GC | Punts | Dif. |
| -------------------- | -- | -- | -- | -- | -- | -- | ----- | ---- |
| Crefelder HTC        | 3  | 2  | 1  | 0  | 6  | 4  | 5     | +2   |
| Reading HC           | 3  | 1  | 1  | 1  | 6  | 7  | 3     | -1   |
| Kelburne HC          | 3  | 1  | 0  | 2  | 8  | 6  | 2     | +2   |
| KS Pocztowiec Poznan | 3  | 1  | 0  | 2  | 9  | 12 | 2     | -3   |

## Grup B
Resultats:
- Atlètic Terrassa 7 - St Germain HC 2
- HC Bloemendaal 1 - Waterloo Ducks HC 0
- Atlètic Terrassa 4 - Waterloo Ducks HC 2
- HC Bloemendaal 9 - St Germain HC 0
- Waterloo Ducks HC 5 - St Germain HC 0
- Atlètic Terrassa 3 - HC Bloemendaal 2

Classificació:
| Club              | PJ | PG | PE | PP | GF | GC | Punts | Dif. |
| ----------------- | -- | -- | -- | -- | -- | -- | ----- | ---- |
| Atlètic Terrassa  | 3  | 3  | 0  | 0  | 14 | 6  | 6     | +8   |
| HC Bloemendaal    | 3  | 2  | 0  | 1  | 12 | 3  | 4     | +9   |
| Waterloo Ducks HC | 3  | 1  | 0  | 2  | 7  | 5  | 2     | +2   |
| St Germain HC     | 3  | 0  | 0  | 3  | 2  | 14 | 0     | -12  |

## Finals
- KS Pocztowiec Poznań 2 - Waterloo Ducks HC 7
- Kelburne HC 2 - St Germain HC 2 (St Germain venç 5-4 als penals)

3r i 4t lloc
- Reading HC 2 - HC Bloemendaal 6

Final
- Crefelder HTC 1 - Atlètic Terrassa 0

| Campions de la Copa d'Europa 2007 |
| --------------------------------- |
| · Crefelder HTC                   |

Llegenda: PJ-partits jugats, PG-guanyats, PE-empatats, PP-perduts, GF-gols a favor, GC-gols en contra, Dif.-diferència de gols